# Inmaculada Sabater Llorens
Inmaculada Sabater Llorens (Novelda, 1952) és una política esquerrana valenciana.
Filla de Vicente Sabater, un tipògraf militant del PSOE durant la Segona República Espanyola. Des del 1966 treballà a empreses de sabates d'Elda, Petrer i Novelda, on des de 1972 hi dirigí les HOAC locals. El 1970 va constituir Amics de la Cultura de Novelda i en 1974 es va establir a Elx.
El 1976 va abandonar les HOAC i va ingressar al PSOE i a la UGT, fou nomenada presidenta de l'Associació de Veïns de Sant Antoni (Alacant). Esdevingué força activa en el moviment veïnal i aconseguiren el soterrament del canal.
A les eleccions generals espanyoles de 1977 fou escollida diputada per la província d'Alacant pel PSOE, i fou Secretària Segona de la Comissió de Sanitat i Seguretat i Social del Congrés dels Diputats però l'octubre de 1978 dimití i abandonà el partit, ingressant al PCPV el gener de 1979. A les eleccions municipals de 1979 fou escollida regidora regidora d'Activitats Artístiques d'Elx pel PCPV. En 1985 es van fer públics uns informes de la Brigada d'Interior en els que se l'acusava de ser enllaç del FRAP, cosa que sempre ha negat i que no s'ha demostrat. Posteriorment ha estat tècnic de Participació Ciutadana a l'Ajuntament d'Elx i treballa en l'ONG de cooperació internacional amb Amèrica Llatina Narova.
En nom de l'associació "Dret a Participar Elx" va presentar al·legacions al pressupost municipal de 2014 i el 2015 es presentà com a candidata a la secció local de Podemos d'Elx.